# Hopa-mitică

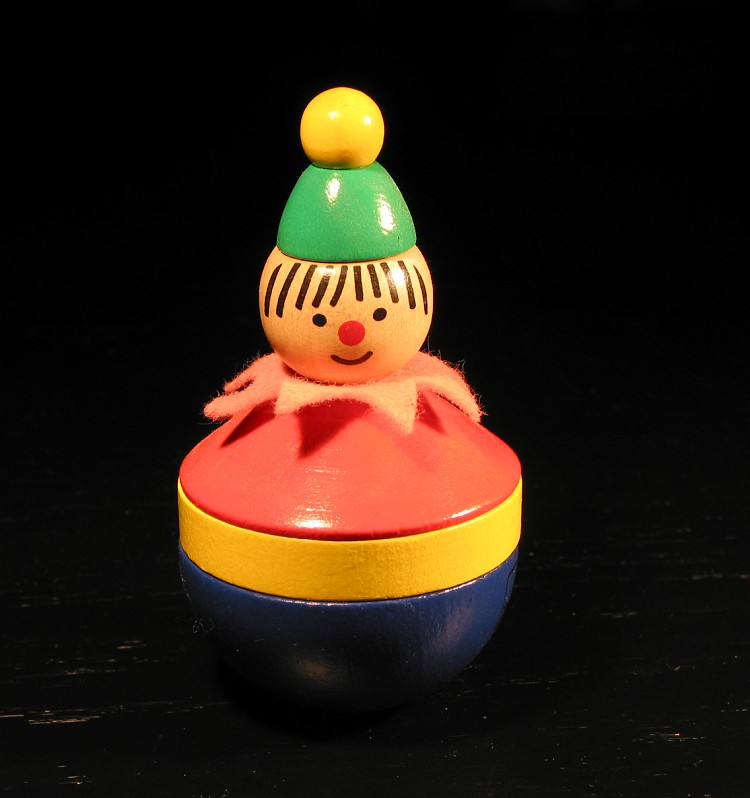
Hopa-mitică

Hopa-mitică este o jucărie , reprezentând de obicei o siluetă, cu partea de jos mai grea decât cea de sus și rotunjită astfel încât atunci când este înclinată spre orizontală și apoi eliberată, forța gravitației o face să revină la poziția verticală, balansându-se în preajma acestei axe până la stabilizare, stând astfel „în picioare” tot timpul.
Există și o zicală românească populară cu rimă de pe urma jucăriei: „Hopa Mitică il pui in cap si se ridica, cade-n fund și se ridică, nu se sparge, nu se strică, Asta e Hopa Mitica”